# Municipio de Porter (condado de Van Buren)
El municipio de Porter (en inglés: Porter Township) es un municipio ubicado en el condado de Van Buren en el estado estadounidense de Míchigan. En el año 2010 tenía una población de 2466 habitantes y una densidad poblacional de 26,89 personas por km².

## Geografía
El municipio de Porter se encuentra ubicado en las coordenadas 42°7′13″N 85°48′54″O / 42.12028, -85.81500. Según la Oficina del Censo de los Estados Unidos, el municipio tiene una superficie total de 91.7 km², de la cual 85,86 km² corresponden a tierra firme y (6,37 %) 5,84 km² es agua.

## Demografía
Según el censo de 2010, había 2466 personas residiendo en el municipio de Porter. La densidad de población era de 26,89 hab./km². De los 2466 habitantes, el municipio de Porter estaba compuesto por el 95,46 % blancos, el 1,01 % eran afroamericanos, el 0,36 % eran amerindios, el 0,2 % eran asiáticos, el 1,42 % eran de otras razas y el 1,54 % eran de una mezcla de razas. Del total de la población el 4,74 % eran hispanos o latinos de cualquier raza.